# Fanfarria
Una fanfarria es una pieza musical corta de gran fuerza y brillantez, interpretada por varias trompetas y otros instrumentos de viento metal, frecuentemente acompañados por instrumentos de percusión. También hace referencia a un grupo musical constituido principalmente por instrumentos de metal. Normalmente se utiliza con fines ceremoniales hacia la realeza para expresar majestuosidad o para personas de importancia social. El término se usa también de manera simbólica para referirse a hechos a los que se les da mucha publicidad, aunque no exista música en ellos.

## Historia
Las fanfarrias tuvieron su origen en la Edad Media, aunque las descripciones populares de la Antigua Roma incluyen frecuentemente fanfarrias. En el siglo XVIII en Francia, las fanfarrias fueron movimientos con energía y repetición de nota. En el siglo XIX fueron usadas para las ceremonias de coronación de los monarcas británicos (como la fanfarria "I was glad" compuesta por Hubert Parry para la ceremonia de coronación de Eduardo VII) y otros acontecimientos importantes.

## Fanfarrias y sus compositores
- Fanfarria Barcelona 92, Carles Santos Ventura
- Fanfarria para el hombre corriente, Aaron Copland
- Fanfare for a New Theatre, Ígor Stravinsky
- Fanfare for St Edmundsbury, Benjamin Britten
- 20th Century Fox Fanfare, Alfred Newman (1954)
- Icarus Dream Fanfare del Concerto Suite for Electric Guitar and Orchestra, Yngwie Malmsteen
- Olympic Fanfare and Theme, de John Williams
- Victory Fanfare, de la saga Final Fantasy
- Fanfare for Orchestra, Nigel Keay
- Fanfarria Real Santacruz, San gil (Santander) - Colombia, Luis Eduardo Santacruz Cuéllar
- Fanfarria Génesis, Bello (Antioquia) - Colombia, Diego Alexander Cañas Cardona
- Gran Fanfarria, Giancarlo Castro (2007)
- Liturgical Fanfare,  Antonio José Rodríguez Pérez (2015)
- Fanfarria del Séptimo Arte, Francisco Jorge Mora García
- Fun-fare, Juan María Solare (2005).